# Mas Sastre (l'Escala)
|  | Per a altres significats, vegeu «Mas Sastre (Torroella de Fluvià)». |

Mas Sastre és una masia del municipi de l'Escala inclosa en l'Inventari del Patrimoni Arquitectònic de Catalunya.

## Descripció
Situat al nord-oest de la població de l'Escala i a uns dos quilòmetres d'Empúries, a la banda nord del veïnat de Cinclaus, fora del recinte del castell.
Mas de planta rectangular format per tres crugies, dues d'elles disposades en paral·lel i l'altra transversalment. Presenta la coberta a dues vessants de teula, i està distribuït en planta baixa, pis i golfes. Per la banda est se li adossen tres cossos: un a continuació, un altre a la part posterior i un tercer al costat de llevant, alineat amb primer però deixant un espai obert a l'exterior al mig de les construccions. El cos adossat per la banda oest sobresurt de la línia de la façana principal. Presenta la coberta a un sol vessant i dona accés a una terrassa situada al primer pis. La façana occidental està sostinguda per quatre contraforts de pedra. La façana principal presenta obertures rectangulars emmarcades amb pedra i una finestra decorada, que es repeteix a la façana oest, ambdues restituïdes. A la part superior hi ha un rellotge de sol. L'interior presenta sostres coberts amb voltes.
Tota la construcció està bastida amb pedres de diverses mides i algunes reparacions amb maons.

## Història
El lloc de Cinclaus està emplaçat en una petita eminència rocosa al bell mig de la plana al·luvial al nord-oest de l'Escala, a 2 km d'Empúries, per on passa l'antic camí d'Empúries a França (via Heraklea) i constitueix un interessant conjunt arquitectònic bastit sobre un lloc de poblament romà. Aquest està format per una església de s. IX restaurada el s. XVIII, les restes d'un castell del s. XIV (formades per un portal i una torre) un pont de baixa edat mitjana, i cinc masies del final del XVII i principis del xviii.
El primer esment de Cinclaus es documenta l'any 958 amb el text de centum claves a les proes de jurisdicció, domini i successió en què el comte Gausfred reconeix aquest lloc com una de les nombroses propietats del latifundista Riculf. L'origen etimològic de centum, deriva de la centuriarització o parcel·lació del camp d'Empúries. Posteriorment, l'any 1402 apareix amb la forma Sinch Claus en un registre dels pobles del comtat d'Empúries incorporats a la Corona pel rei Martí l'Humà. El 1633, en un document de l'arxiu municipal de l'Escala, es registra com quinque clavibus.
Els conjunt de cinc masos varen ser construïts aprofitant elements de l'antic castell. El mas Sastre està situat a la banda nord. Aquest va ser reconstruït a finals del s. XX, seguint el model de l'arquitectura popular dels masos de la plana de l'Empordà, per l'urbanista i escriptor Lluís Racionero, que el va adquirir quan ja havia caigut el sostre.
El pou, situat a l'interior, és l'únic d'aigua dolça de Cinclaus, on anaven els veïns a proveir-se d'aigua per a l'ús domèstic.